# Jean Cavaillès
Jean Cavaillès (uttal: /ʒɑ̃ kavajɛs/), född 15 maj 1903 i Saint-Maixent-l'École, död 4 april 1944 i Arras, var en fransk filosof och logiker. Han specialiserade sig inom matematikfilosofi och vetenskapshistoria. Under andra världskriget deltog Cavaillès i motståndsrörelsen mot den tyska ockupationsmakten; han greps av Gestapo 1943 och avrättades året därpå.

## Biografi
Jean Cavaillès inledde 1923 sina filosofistudier vid École normale supérieure. År 1937 avlade han doktorsexamen med avhandlingen Méthode axiomatique et formalisme, under Léon Brunschvicgs mentorskap. Med sin forskning lade Cavaillès grunden för 1960-talets begreppsstrukturalism.
År 1940 invaderade Tyskland Frankrike och i slutet av året träffade Cavaillès journalisten Emmanuel d'Astier de La Vigerie, med vilken han bildade en liten motståndsgrupp. Cavaillès utnämndes påföljande år till professor vid Sorbonne. Politikern och aktivisten Christian Pineau gav Cavaillès i uppdrag att grunda ett underrättelsenätverk med bas i södra Frankrike. Cavaillès och Pineau greps av fransk polis i Narbonne i september 1942. Cavaillès internerades i Montpellier, varifrån han rymde i december samma år. I fångenskapen skrev han boken Sur la logique et la theorie de la science, vilken utgavs posthumt 1946 av Georges Canguilhem och Charles Ehresmann. Vichyregeringen förklarade Cavaillès som "folkets fiende" och han flydde i början av 1943 till London, där han vid flera tillfällen träffade general Charles de Gaulle.
I april 1943 återkom Cavaillès till Frankrike; han kom nu att på heltid att ägna sig åt motstånds- och sabotageverksamhet. Bland annat ledde han sabotageaktioner mot tyska militära förråd samt radiostationer. Cavaillès förråddes av en av sina egna och greps i augusti 1943 och blev torterad. Senare överfördes han till citadellet i Arras, där han den 4 april 1944 avrättades genom arkebusering. Initialt begravdes Cavaillès i en anonym grav, men 1946 flyttades hans kvarlevor till kryptan under kapellet i Sorbonne.